# Someday’s Dreamers
Someday's Dreamers (яп. 魔法遣いに大切なこと Махо:цукай ни дайдзина кото, Нечто важное для мага) — манга, написанная Ямадой Нориэ. По её сюжету студией J.C.Staff был снят аниме-сериал, куда были добавлены новые персонажи. В 2007 году Ямада Нориэ снова начал выпускать мангу, которая выходит и по сей день. По сюжету новой манги, в 2008 году, был выпущен аниме-сериал, в котором появился новый главный герой — Сора.

## Сюжет

### Нечто важное для мага
Действие происходит в современном Токио. Большинство панорам города в аниме являются реальными. Все герои живут в токийском районе Симокитадзава. Помимо простых людей существуют Махо Цукаи (маги). А в Токио есть бюро магии, которое работает над особыми запросами людей. Тем не менее, маги могут использовать своё волшебство только с особого разрешения, и за любое использование магии без лицензии полагается смертная казнь. Главная героиня — ученица 2 класса старшей школы, молодая волшебница Юмэ Кикути. Она приезжает из Тоно префектуры Иватаи, для того чтобы обучаться магии во время летних каникул. Юмэ начинает тренироваться, чтобы усовершенствовать свои навыки магии и однажды получить разрешение свободно колдовать.

### Нечто важное для мага 2
Новая героиня Сора приезжает в Токио из маленького городка Биэи. Она даёт обещание отцу, что овладеет магией и, следуя обещанию, устраивается на магическую стажировку. Она встречает симпатичного парня Нацу, который тоже обучается магии. Сначала он не проявляет к ней никаких признаков дружелюбия, но позже их судьбы переплетаются. Они оба оказываются беспомощными и одинокими в мегаполисе. В этом сезоне для придачи максимальной реалистичности пейзажа и освещения все панорамы аниме были не нарисованы, а созданы с использованием готовых фотографий.

## Озвучивали

### Someday's Dreamers
- Юмэ Кикути — Аой Миядзаки
- Масами Оямада — Дзюнъити Сувабэ
- Го Като — Хироси Иида
- Анжела — Акэно Ватанабэ
- Кодзо Эндо — Хироси Нака
- Рикия Фурусаки — Мотому Киёкава
- Дзэнносукэ — Юдзи Уэда
- Эцуко Кикути — Юко Сасаки
- Отец Юмэ — Кацухиса Хоки
- Хару Кикути — Санаэ Кобаяси
- Ая Кикути — Куми Сакума
- Сатико — Юко Мидзутани

### Mahou Tsukai ni Taisetsu na Koto: Natsu no Sora
- Сора Судзуки — Кана Ханадзава
- Гота Мидорикава — Томоаки Маэно
- Хономи Асаги — Марина Иноуэ
- Кодзи Курода — Дайсукэ Намикава
- Хиёри Ямабуки — Микако Такахаси
- Маг Кавада — Ёко Соми
- Маг Морисита — Порше Окитэ
- Ясуко — Мику Сасао
- Сэйитиро Хара — Рикия Кояма
- Саори Сирайси — Урара Такано
- Дзицу Охара — Дайсукэ Мацубара

## Музыка
Someday's Dreamers
- Начало: «Kaze no Hana» исполняла Hana Hana
- Концовка: «Under the Blue Sky» исполняли The Indigo

Mahou Tsukai ni Taisetsu na Koto: Natsu no Sora
- Начало: «Fly Away» исполняли Thyme
- Концовка: «Kawaita Hana» (乾いた花) исполняла micc

## Список серий
Mahou Tsukai ni Taisetsu na Koto
| №  | Название                              | Премьера в Японии |
| -- | ------------------------------------- | ----------------- |
| 1  | Sunset And A Steel Frame: First Half  |                   |
| 2  | Sunset And A Steel Frame: Second Half |                   |
| 3  | The Greatest News                     |                   |
| 4  | A Summer Night And A Mage             |                   |
| 5  | An Apron And Champagne                |                   |
| 6  | I Want To Become A Mage               |                   |
| 7  | A Mage Who Couldn't Become A Mage     |                   |
| 8  | Enormous Power in the Name of Love    |                   |
| 9  | Yume, The Girl And A Seed Of Summer   |                   |
| 10 | Magic's Whereabouts                   |                   |
| 11 | A Broken Rainbow                      |                   |
| 12 | Things Important To A Mage            |                   |

Mahou Tsukai ni Taisetsu na Koto ~Natsu no Sora~
| №  | Название      | Премьера в Японии |
| -- | ------------- | ----------------- |
| 1  | From Biei     |                   |
| 2  | Tokyo         |                   |
| 3  | Sora          |                   |
| 4  | Gouta         |                   |
| 5  | Shimokitazawa |                   |
| 6  | Friend        |                   |
| 7  | Crossroads    |                   |
| 8  | Magician      |                   |
| 9  | First Love    |                   |
| 10 | Life          |                   |
| 11 | Graduation    |                   |
| 12 | Summer Skies  |                   |

## Критика
Представители сайта Anime News Network отметили, что сам аниме-сериал получился уникальным в своём роде, который удачно сочетает в себе фантастические элементы и повседневную жизнь. Анимация очень красивая, а сама сюжетная линия понятная. Есть хороший баланс между юмором и серьезностью, что не хватает в большинстве аниме-сериалов. Сериал должен понравится тем, кто уже устал от просмотра аниме о магии и хочет окунуться в повседневность.